# Inferno - Canto ventesimo

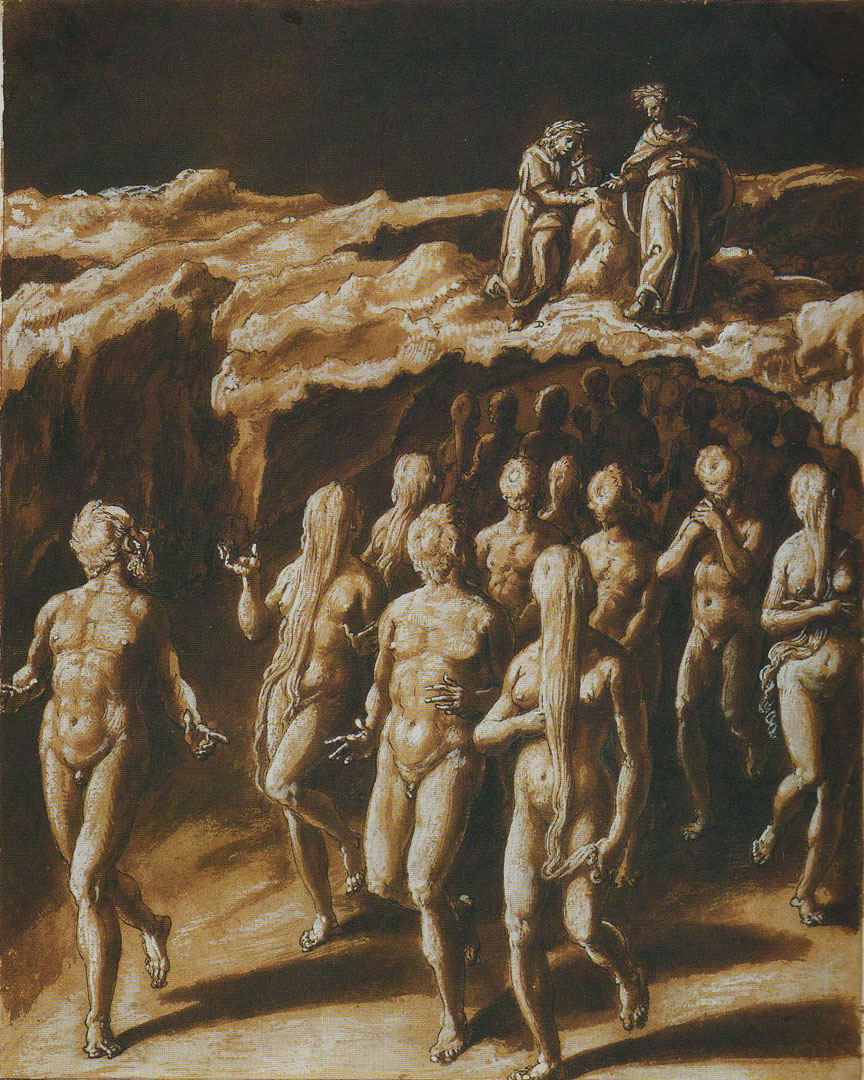
Gli Indovini, illustrazione di Giovanni Stradano

Il canto ventesimo dell'Inferno di Dante Alighieri si svolge nella quarta bolgia dell'ottavo cerchio, ove sono puniti gli indovini e i maghi; siamo all'alba del 9 aprile 1300 (Sabato Santo), o secondo altri commentatori del 26 marzo 1300.
Dante, dopo una descrizione generale, indica tra i peccatori, attraverso le parole di Virgilio, cinque indovini antichi (quattro dei quali mitologici) e tre moderni. Durante la presentazione dell'indovina Manto c'è una lunga digressione sulle origini di Mantova.

## Incipit
(Anonimo commentatore dantesco del XIV secolo)

## Analisi del canto

### Gli indovini - versi 1-30
Dante inizia col dire che deve dare forma ai versi per queste nuove pene dei dannati (i sommersi) che sono la materia del ventesimo canto della prima canzone: sappiamo così che l'Alighieri stesso usava questi termini "musicali" per indicare rispettivamente i capitoli e i libri della sua "Comedìa". "Canto" si è mantenuto anche nei commentatori (è usato anche dai traduttori anglosassoni, per esempio), mentre la "canzone" oggi si indica generalmente come "cantica".
Dante e Virgilio stanno percorrendo le Malebolge, ovvero quei 10 fossati, simili a quelli dei castelli medievali, nei quali sono punite le varie categorie dei fraudolenti, cioè coloro che tradirono il prossimo che sarebbe stato portato a non fidarsi (a differenza dei traditori veri e propri che ingannarono chi di loro si fidava per parentela, amicizia o altri legami sociali).
Il poeta pellegrino si affaccia quindi alla nuova bolgia dal ponticello che sta attraversando, e la vede bagnata del pianto dei dannati. Nota la gente che silenziosa e piangente va al passo delle processioni (delle "letane") per il "vallon tondo".
Solo dopo aver guardato meglio si accorge che ognuno ha il collo ("tra 'l mento e 'l principio del casso", del busto cioè) e il viso girati dalla parte delle reni. Essi devono quindi camminare all'indietro perché non possono guardare avanti: Dante dice che forse alcuni casi di paralisi ("parlasìa") possono provocare tali danni, ma lui non ha mai assistito a casi simili e non crede che sia possibile. Rivolgendosi direttamente al lettore, ci dice come una tale visione del nostro corpo umano tanto mostruosa fosse tale da non permettergli di tenere gli occhi asciutti, così piange per pietà verso questi esseri sfregiati, il cui pianto gocciola giù nella fessura tra le natiche, immagine grottesca e umiliante, trovandosi davanti una figura dell'uomo totalmente stravolta.
Virgilio riprende severamente Dante che sta lacrimando appoggiato a una roccia ("a un de' rocchi") e gli dà dello sciocco. La pietà qui all'Inferno è morta, non serve disperarsi per i dannati. Il senso dei due versi successivi è ambiguo, in particolare sul significato da dare a "passion". 
che al giudicio divin passion comporta?»
(vv. 29-30)
Le due possibili letture sono:
1. Chi è più scellerato di colui che ha pietà per coloro che sono condannati dal giudizio divino?
2. Chi è più scellerato di colui che cerca di piegare (portare passione) il giudizio divino(sottinteso con magie e artifici)?

La maggiore frequenza con la quale si incontra passione nel senso di pietà nell'italiano antico fa propendere più commentatori per la prima ipotesi, anche se la seconda si addice meglio ai versi seguenti nei quali Virgilio inizia una carrellata sui peccatori.

### Anfiarao; Tiresia; Arunte - vv. 31-51

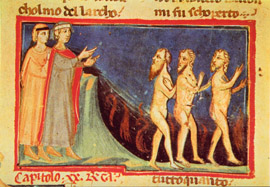
Bottega di Pacino di Bonaguida, Dante e Virgilio incontrano la schiera degli Indovini (XIV secolo)

Virgilio invita dunque il suo discepolo a drizzare la testa (ripetuto due volte) per guardare chi sono quei dannati.
Il primo che viene indicato è Anfiarao, uno dei sette re di Tebe narrati da Stazio nella Thebais (un altro incontrato nel Canto XIV è Capaneo), che prevedendo la propria morte si nascose prima dell'assedio di Tebe. Egli però venne scovato e convinto a partire in battaglia, dove fu sconfitto e costretto alla fuga. Per impedire che venisse ucciso dai Tebani, Giove gli aprì la terra sotto i piedi, facendolo precipitare col suo carro direttamente al cospetto di Minosse: "s'aperse a li occhi d'i Teban la terra; / per ch'ei gridavan tutti: "Dove rui, / Anfïarao? perché lasci la guerra?" / E non restò di ruinare a valle / fino a Minòs che ciascheduno afferra." (vv. 32-36). Quindi Dante ne fa una descrizione fisica dove viene anche spiegato esplicitamente il contrappasso degli indovini: egli ha le spalle al posto del petto "perché volse veder troppo davante" (v. 37) e per questo ora è condannato a guardare solo indietro.
Passando al successivo, Virgilio indica Tiresia, il mago che "di maschio femmina divenne, / cangiandosi le membra tutte quante" (vv. 41-42) per aver separato due serpenti in accoppiamento e poté riprendere le sembianze maschili solo ripercuotendoli con la stessa verga. Non è chiaro perché Dante nella lunga leggenda di Tiresia citi solo la parte dei serpentelli, senza per esempio alludere affatto alla diatriba tra Giove e Giunone che Tiresia seppe dirimere dando ragione a Giove (la questione era su quale dei due sessi godesse di più nel coito) e venendo accecato per vendetta da Giunone. Da questo episodio il Re degli Dei gli concesse allora l'occhio interno che gli permetteva di vedere nel futuro. Forse a Dante interessava solo citare il manipolamento delle cose naturale di questi "maghi".
Segue quindi la descrizione di Arunte, leggendario indovino etrusco attinto dalla Pharsalia di Lucano, dove egli predice la vittoria di Cesare. Virgilio lo descrive come quello che ha il ventre come terga e che ebbe la sua dimora in una spelonca nei monti di Luni tra i marmi bianchi, sopra i carraresi che usano la ronca o roncola (per dissodare la terra o disboscare) e lì vivono; ivi poteva guardare pienamente sia le stelle che il mare. In realtà in Lucano Arunte è citato come di Lucca (Lucae) per cui Dante si è forse confuso oppure possedeva un codice inesatto.

### Manto e le origini di Mantova - vv. 52-102

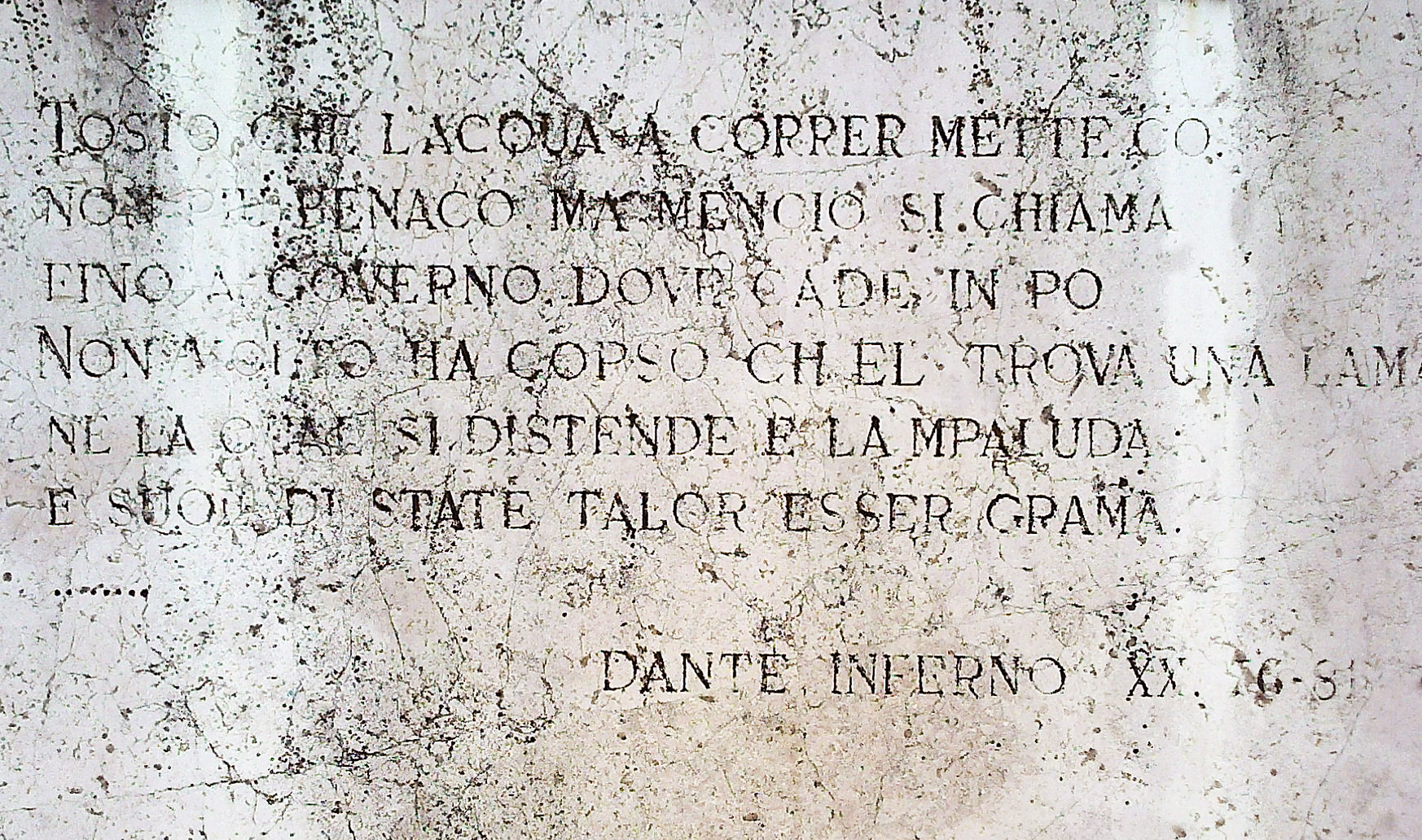
Mantova, lungolago dei Gonzaga, lapide a memoria dantesca.

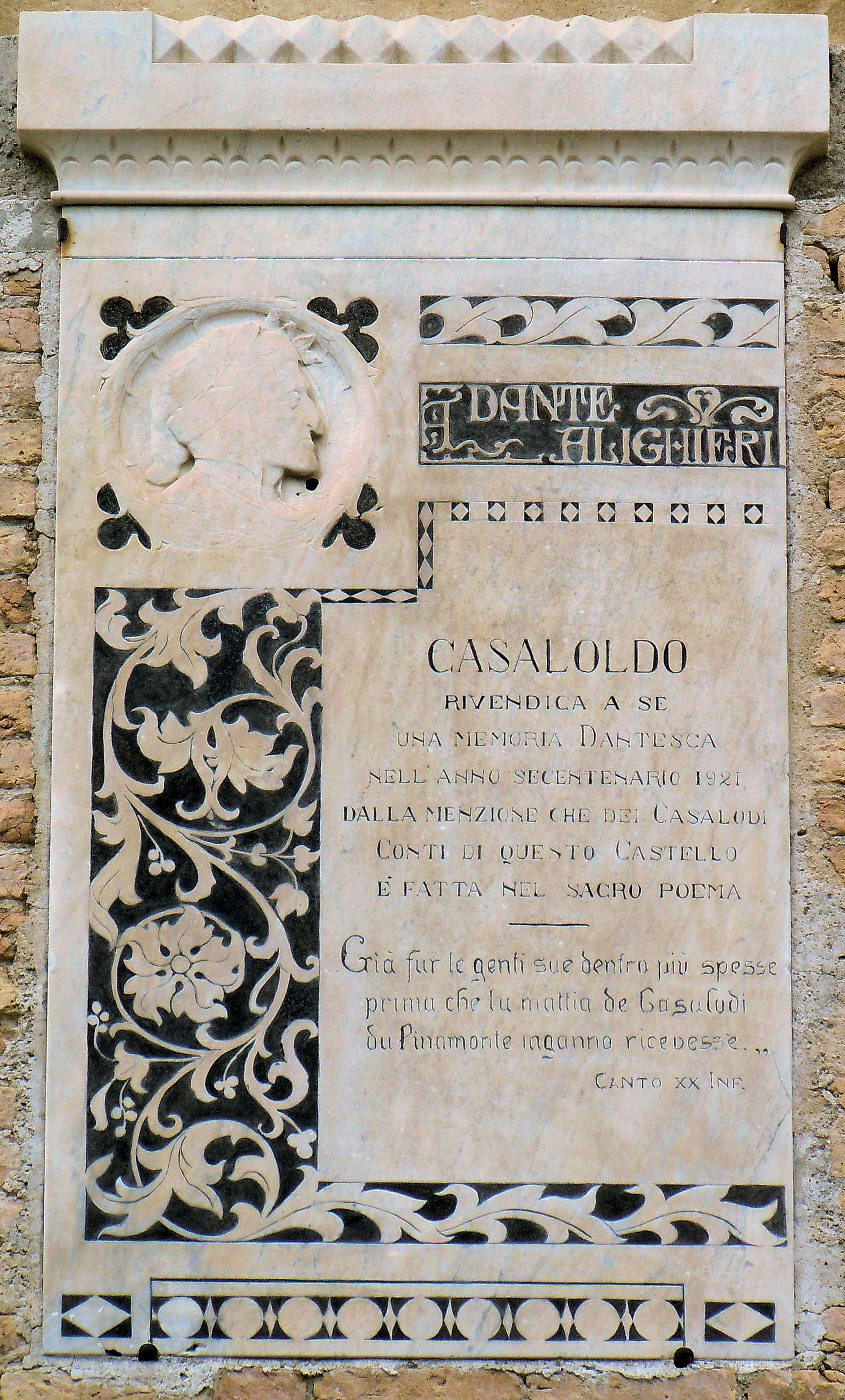
Casaloldo, lapide posta sul castello dei Casalodi a memoria dantesca

La prossima indovina è una delle rare peccatrici collocate nell'Inferno, oltre alle morte d'amore nel girone dei lussuriosi e a Taide. Si tratta di Manto e, anche in questo caso, Virgilio inizia a descriverla dall'aspetto fisico: è quella che ha le mammelle sul dietro (per questo Dante non può vederle) coperte dalle trecce, dove ha anche il pube "piloso". Manto è la figlia di Tiresia ed è ricordata da Virgilio, Orazio e Stazio. Si dice che vagò per molte terre, infatti la sua leggenda nella Thebais di Stazio racconta come ella dopo la morte del padre a Tebe ("la città di Bacco") per sfuggire alla tirannia di Creonte, abbia vagato lungamente, prima di fermarsi presso il lago del Mincio, dove sorse Mantova che proprio da lei prenderebbe il proprio nome.
Virgilio coglie l'occasione a questo punto per parlare un po' di "là dove nacqu'io", e lo fa con una lunga digressione di quattordici terzine.
Inizia una precisa descrizione geografica: In Italia c'è un lago chiamato Benaco (il Lago di Garda nel suo nome più antico) ai piedi delle Alpi che chiudono la Germania ("Lamania") sopra il Tirolo ("Tiralli"); da mille fonti arriva l'acqua che vi stagna tra Garda, la Val Camonica e le Alpi Pennine; al centro di esso c'è un punto che se potessero arrivarci il vescovo di Trento, quello di Brescia e quello di Verona essi avrebbero pari autorità (in effetti esiste un'isola sulla quale le tre diocesi hanno pari autorità, l'Isola di Garda, anche se qui la presenza del verbo condizionale indica forse un punto ideale, per dire quali città hanno giurisdizione sui tre lati).
Vi si affaccia Peschiera, bel fortilizio pronto a fronteggiare i bresciani e i bergamaschi (sottinteso da parte dei veronesi) nel punto dove le acque traboccano e si fanno fiume emissario, il Mincio, che sfocia nel Po presso Governolo (frazione di Roncoferraro, MN).
Il Mincio, quindi, non scorre molto prima di incontrare una "lama", una depressione, dove si impaluda e solo d'estate si inaridisce.
Qui Manto, la vergine "cruda", cioè restia alle nozze (tale termine era stato usato anche per la maga Erichto in Inferno IX,23, ma nel senso di crudele), trovò la terra nel mezzo del pantano disabitata e incolta e vi si stabilì con i suoi servi praticandovi le sue arti finché visse, dopo di che vi lasciò il proprio corpo vuoto. Solo più tardi si raccolsero uomini in quel luogo per il pantano che proteggeva da tutte le parti costruendo una città sopra quelle ossa sepolte e chiamandola Mantova in onore della maga, ma senza altri sortilegi (come in altre città si narra succedesse per trovare un nome e una data di fondazione propizi).
Da allora la popolazione crebbe fino a quando Alberto da Casalodi, di parte guelfa, fu ingannato da Pinamonte dei Bonacolsi, ghibellino, che approfittando della sua stoltezza ("mattia", v. 95), lo convinse ad esiliare molte famiglie nobili, privandolo così di chi avrebbe potuto sostenerlo contro i popolani. Messosi poi a capo di questi, Pinamonte cacciò da Mantova Alberto e le restanti famiglie nobili, molte delle quali furono sterminate, causando lo spopolamento duecentesco della città.
Virgilio termina la parentesi attestando che questa è la verità, e che se Dante venisse a conoscenza di altre versioni, esse sono menzogne che frodano la realtà. È curioso come Dante voglia ribadire fermamente le origini non-magiche di Mantova, smentendo varie versioni leggendarie, tra le quali una di Virgilio stesso (che in Eneide X 198 la riferiva fondata dal figlio di Manto, Ocno, quindi si smentisce da solo e certo i rapporti tra pellegrino e maestro non avrebbero permesso una lezione da parte di Dante-personaggio), oltre a quelle di Servio o di Isidoro da Siviglia che la volevano fondata da Manto stessa o da altri personaggi mitologici. Inoltre così Dante fa rivendicare a Virgilio la purezza del suo sangue lombardo e alleggerisce la sua figura da quella del "Virgilio-mago" tanto popolare nel Medioevo.
Si noti che Manto è citata anche in Purgatorio (Purgatorio XXII,113) quando Virgilio, parlando con Stazio, nomina altre anime del Limbo oltre quelle elencate nel quarto Canto indicando anche la "figlia di Tiresia". O Dante si è confuso (e forse aveva scritto il canto del Purgatorio prima di questo dell'Inferno, scordandosi il veloce accenno, essendo piuttosto improbabile che al contrario scrivendo il Purgatorio si scordasse di questo lungo passo su Manto) oppure egli si riferisce a qualche altro personaggio citando magari una fonte a noi sconosciuta. Francesco Torraca, pensando a un errore dei copisti, suppone che Dante scrivesse: "la figlia di Nereo, Teti," e che quindi in Purgatorio XXII,113 si parlasse della sola Teti, madre di Achille (cfr.M. Porena, Purg. XXII, nota al verso 113, p.215).

### Altri indovini - vv. 103-130

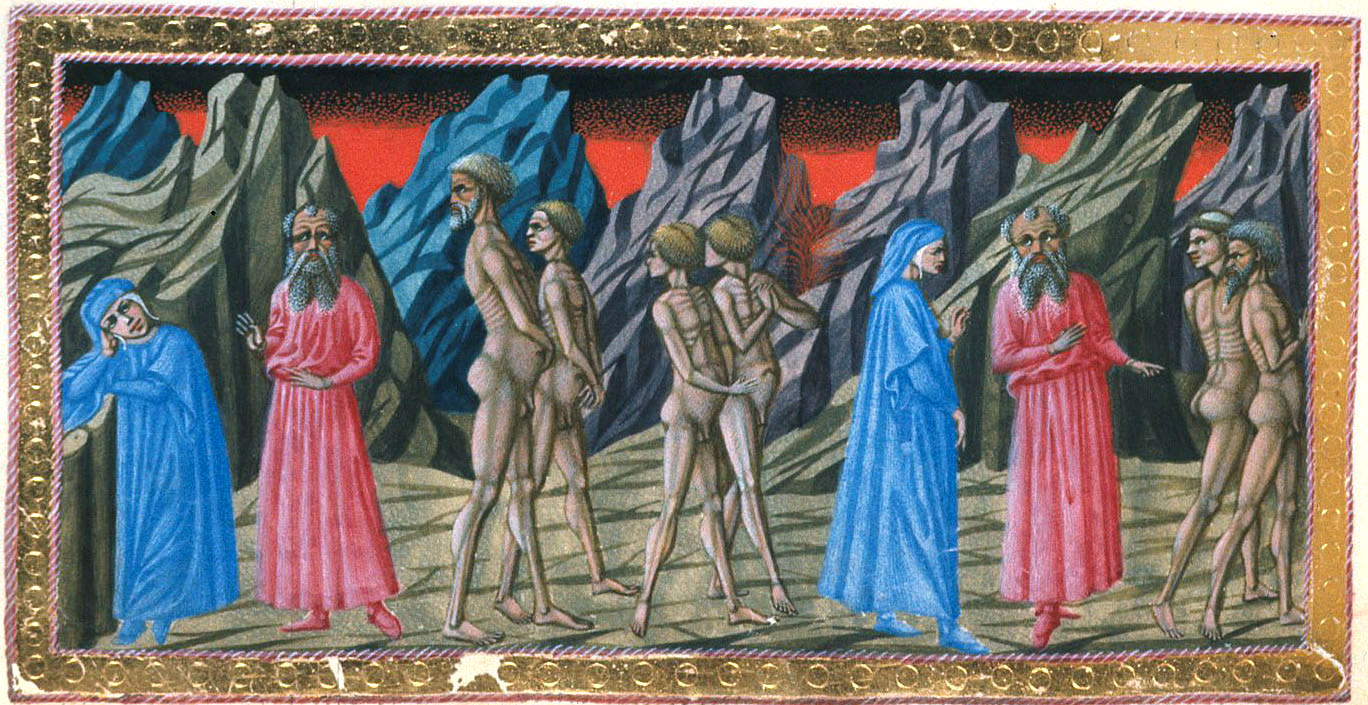
Bolgia degli indovini, Priamo della Quercia (XV secolo)

Dante chiede allora di presentare altri dannati, e Virgilio ricomincia la carrellata da dove l'ha interrotta. Un dannato la cui barba ricade sulle spalle è l'augure che quando tutti gli uomini lasciarono la Grecia, lasciando solo i maschietti nelle culle (l'allusione è alla Guerra di Troia) egli indicò il momento propizio ("diede 'l punto") con  Calcante per quando salpare dall'Aulide: si chiama Euripilo e Dante dovrebbe ben conoscerlo, lui che conosce a menadito l'"alta tragedia" virgiliana dell'Eneide ("Così 'l canta / l'alta mia tragedìa in alcun loco: / ben lo sai tu che la sai tutta quanta.", vv. 112-114). In realtà anche qui Dante commette un errore, e siamo al terzo in questo canto, oltre a quello di Luni/Lucca e quello della doppia citazione di Manto. Nell'Eneide Euripilo infatti non è affatto un augure, un indovino, ma egli è solo colui che riporta ai Greci il responso dell'Oracolo di Apollo.
Infine Virgilio nomina tre maghi contemporanei: Michele Scotto (cioè "scozzese"), italianizzazione di Michael Scotus, astrologo di Federico II qui accusato di "magiche frodi" e descritto come colui che "nei fianchi è così poco", Guido Bonatti e il calzolaio Asdente, che nell'Inferno si pente di non essere rimasto sullo spago e sul cuoio (invece di dedicarsi alla magia).
Chiude la carrellata un accenno alle fattucchiere, le donne che "lasciaron l'ago, / la spuola e 'l fuso, e fecersi 'ndivine; / fecer malie con erbe e con imago" (vv. 121-123). Ai tempi di Dante la stregoneria era già perseguitata e risale al 1298 il primo processo a una strega a Firenze, addirittura al 1250 il primo assoluto in Toscana.
Il canto termina con un accenno temporale: la Luna (indicata come Caino con il fascio di spine, secondo la fantasiosa interpretazione delle macchie lunari medievale) è all'orizzonte ("tiene 'l confine d'amendue li esmisperi") e sta per tramontare sotto Siviglia (Sobilia). In pratica sono circa le sei e mezza del mattino e Virgilio ricorda anche come la luna fosse piena il giorno prima, ma ciò non giovò a Dante nella selva oscura.
(v. 130)
E mentre parlavano andavano "introcque", termine dialettale già dispregiato nel De Vulgari Eloquentia dal latino inter hoc (nel frattempo), che suggella con un linguaggio da repertorio comico il canto, forse volendo presagire il tono del prossimo episodio con i diavoli.

## Dante e la magia
In questo canto il contrappasso è tagliato sulla figura degli indovini, coloro che, come spiega lo stesso Dante, "vollero veder troppo avante" e ora sono costretti a guardare solo indietro. Essi sono tra i fraudolenti per aver messo in atto delle mistificazioni oggetto di colpa in due sensi. La prima è quella di aver adulterato l'ordine divino tramite il loro operato, sconvolgendo e influenzando cose concepite in natura come inintelligibili: tale colpa si applica ai "veri" indovini, almeno quelli dell'antichità mitologica. La seconda colpa è quella dei "falsi" indovini, che giustificarono con la menzogna le azioni dei potenti, proclamandole come prescritte dal volere divino. Dante ribadì questa seconda accusa anche in un'epistola diretta ai cardinali italiani del 1314.
Per quanto riguarda i "maghi", coloro che artigianalmente esercitavano poteri occulti, la sua unica menzione in questo canto è quella breve e generica nei confronti delle fattucchiere, che non sembrano turbarlo troppo, a differenza di Tommaso d'Aquino e degli scolastici che collegavano direttamente e inequivocabilmente la pratica magica alla concupiscenza con il demonio (teoria che, attraverso la Santa Inquisizione, è giunta fino ad oggi nel sentire comune cristiano).
Per quanto riguarda l'astrologia poi Dante parrebbe proprio che vi credesse. Egli stesso cita spesso le costellazioni, conosce il suo segno zodiacale, Gemelli, e loda apertamente questa "arte liberale" nel Convivio), sebbene ne avesse una percezione sicuramente diversa da quella attuale. Egli la indicava come la più alta e ardua delle attività liberali umane sia per la "nobilitade del suo subietto" che per "la sua certezza". Egli credeva che gli astri influenzassero l'uomo (e le varie sfere celesti avranno vari significati ben specifici nel Paradiso), come anche le stagioni e il tempo, per questo lo studio astronomico-astrologico era considerato importante e utile. In effetti l'unico astrologo dell'Inferno, Michele Scotto incontrato in questo canto, viene accusato non per le sue pratiche, ma per il loro utilizzo fraudolento ("veramente de le magiche frode seppe il gioco"). L'utilizzo dell'astrologia per prevedere il futuro inoltre andrebbe anche contro il valore del libero arbitrio umano.